# Asiosilis multituberculata
Asiosilis multituberculata es una especie de coleóptero de la familia Cantharidae.

## Distribución geográfica
Habita en Indonesia.